# Cách mạng Saur
Cách mạng Saur (tiếng Ba Tư: إنقلاب ثور, tiếng Pashtun: اوښتون غويی) (còn viết là Cách mạng Sawr) là sự kiện Đảng Dân chủ Nhân dân Afghanistan (PDPA) tiếp quản quyền lực chính trị của chính phủ Afghanistan từ ngày 27 đến 28 tháng 4 năm 1978. Từ "Saur" nghĩa là Kim Ngưu, tức đề cập đến tên gọi Dari của tháng thứ hai trong lịch Ba Tư – tháng nổ ra cuộc nổi dậy. Cuộc cách mạng này dẫn tới việc Liên Xô đưa quân đội vào Afghanistan gây chiến với Mujahideen (được Hoa Kỳ yểm trợ).

## Bối cảnh

### Cuộc đảo chính 1973
Vua Zahir Shah của Afghanistan đã cai trị từ năm 1933 được bốn thập kỷ. Người anh họ của ông là Mohammed Daoud Khan từng đảm nhiệm cương vị Thủ tướng Afghanistan từ năm 1953 đến 1963, lại không phải là một người ủng hộ nhiệt thành của nhà vua. Trong những năm 1970, khi nhà vua chọn mối quan hệ chặt chẽ hơn với Liên Xô, Daoud Khan đã lên kế hoạch lật đổ người em họ. Vua Zahir Shah không biết điều này lúc đầu, nhưng khi quan hệ với Liên Xô ngày một mạnh hơn thì ông đã bắt đầu nghi ngờ Khan. Năm 1973, nhân khi Zahir Shah bay sang Ý để phẫu thuật mắt và điều trị chứng đau lưng, Daoud Khan liền chớp thời cơ tiến hành một cuộc đảo chính làm tám người thiệt mạng. Cuộc đảo chính này dẫn đến việc lật đổ nhà vua và bãi bỏ chế độ quân chủ. Khan cho thành lập một chính phủ mới và tuyên bố mình là tổng thống đầu tiên của Afghanistan. Cung điện Arg ở Kabul sau đó đã trở thành nơi cư trú chính thức của Tổng thống, riêng Zahir Shah phải sống lưu vong ở Ý.

### Thời kỳ Daoud Khan
Dưới chính quyền thế tục của Mohammed Daoud Khan, nạn bè phái và mâu thuẫn nội bộ phát triển với hai phe phái chính có thế lực là Parcham và Khalqi. Năm 1978 một thành viên nổi bật của Parcham là Mir Akbar Khyber bất ngờ bị ám sát. Mặc dù chính phủ đã ban hành một tuyên bố lên án vụ ám sát, Nur Mohammad Taraki của PDPA buộc tội chính phủ phải chịu trách nhiệm, một niềm tin được chia sẻ bởi giới trí thức thủ đô Kabul. Lãnh đạo PDPA dường như lo sợ rằng Daoud đang có kế hoạch thanh trừng tất cả bọn họ.
Trong suốt tang lễ Khyber một cuộc biểu tình chống chính phủ xảy ra và ngay sau đó hầu hết các nhà lãnh đạo của PDPA, bao gồm Babrak Karmal đã bị chính phủ bắt giữ. Hafizullah Amin thì bị quản thúc tại nhà. Điều này đã cho ông một cơ hội để sửa soạn một cuộc nổi dậy vốn được chuẩn bị trong hơn hai năm. Amin không còn quyền hành đã chỉ đạo các sĩ quan quân đội Khalqi tiến hành lật đổ chính phủ.

## Diễn biến sự kiện
Chính phủ của Tổng thống Mohammad Daoud Khan đã kết thúc trong bạo lực vào lúc sáng sớm ngày 28 tháng 4 năm 1978, khi các đơn vị quân đội trung thành với phe Khalq của PDPA xông vào Phủ Tổng thống ở trung tâm thủ đô Kabul. Cuộc đảo chính đã được lên kế hoạch mang tính chiến lược là bắt đầu vào thứ Năm ngày 27 tháng 4, bởi vì đó là ngày trước thứ Sáu, ngày lễ cầu nguyện Hồi giáo mà các tướng lĩnh và nhân viên chính phủ đều ngưng làm việc. Với sự giúp đỡ của một vài máy bay của không quân Afghanistan, chủ yếu là những chiếc MiG-21 và SU-7 của Liên Xô, lực lượng nổi dậy đã vượt qua sự kháng cự của Liên quân Phòng vệ Phủ Tổng thống và giết chết Daoud cùng hầu hết các thành viên của gia đình ông.
Theo một nhân chứng, dấu hiệu đầu tiên của cuộc đảo chính sắp xảy ra ở Kabul, khoảng trưa ngày 27 tháng 4, đã có những báo cáo về một đội hình xe tăng hướng về phía thành phố, đám khói không rõ nguồn gốc gần Bộ Quốc phòng và binh sĩ có vũ trang, một số trong đồng phục quân đội và số khác thì không, đang đứng gác Giao lộ Pashtunistan, một ngã tư lớn ở thủ đô. Những tiếng súng đầu tiên vang lên ở gần Bộ Nội vụ tại khu Phố Mới (Shari Nau) của Kabul nơi một đại đội cảnh sát đang phải đối mặt với một đội hình xe tăng tiến bước. Từ đấy cuộc chiến đã lan rộng ra các khu vực khác của thành phố. Rồi sau vào chiều hôm đó, các chiến đấu cơ SU-7 đầu tiên đã bay ở tầm thấp và bắn rocket vào Phủ Tổng thống ở trung tâm của thành phố. Vào lúc ban đêm, một thông báo được phát sóng trên Đài phát thanh chính phủ Afghanistan rằng Khalq (nhân dân) đã lật đổ chế độ Daoud. Việc sử dụng từ Khalq và mối liên kết truyền thống của mình với những người Cộng sản ở Afghanistan, nói rõ rằng chính PDPA dẫn đầu cuộc đảo chính và cũng là quân nổi dậy đã chiếm được đài phát thanh.
Các cuộc không kích vào Phủ Tổng thống được tăng cường về nửa đêm khi sáu chiếc SU-7 thực hiện các cuộc tấn công tên lửa lặp đi lặp lại làm tỏa sáng thành phố. Sáng hôm sau, ngày 28 tháng 4, Kabul khá là yên tĩnh. mặc dù âm thanh của tiếng súng vẫn có thể nghe thấy ở phía nam thành phố. Khi người dân Kabul mạo hiểm bước ra khỏi nhà, họ nhận ra rằng quân nổi dậy đã kiểm soát hoàn toàn thành phố và biết được rằng Tổng thống Daoud và người em Naim đã bị giết chết vào sáng sớm hôm đó. Một nhóm binh sĩ đã bao vây Phủ Tổng thống bị hư hại nặng nề và yêu cầu cả hai đầu hàng ngay lập tức. Thay vì chấp hành, Daoud và Naim với khẩu súng lục trong tay đã trốn khỏi dinh nhưng bị những người lính phát hiện và bắn chết.

## Thời kỳ Cộng hòa Dân chủ

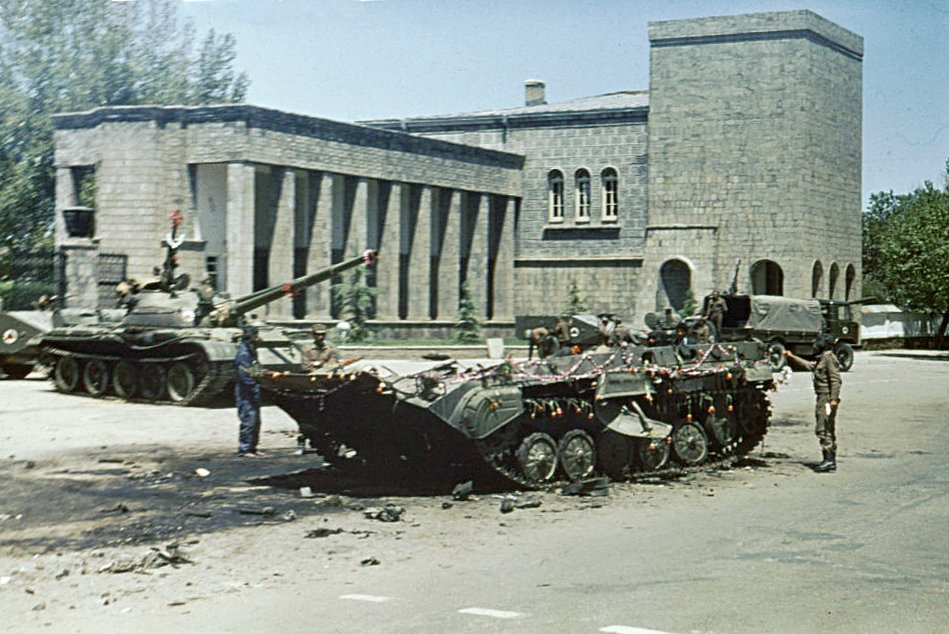
một ngày sau khi cuộc cách mạng Saur ở Kabul: Một chiếc xe bọc thép BMP-1 bị phá hủy bên ngoài dinh tổng thống ở Kabul.

PDPA bị chia rẽ giữa Khalq và Parcham đã kế tục chế độ Daoud với một chính phủ mới dưới sự lãnh đạo của Nur Muhammad Taraki của phe Khalq. Ở Kabul, nội các đầu tiên xuất hiện được xây dựng một cách cẩn thận để thay thế vị trí xếp hạng giữa thành viên của Khalq và Parcham. Taraki (Khalqi) là Thủ tướng Chính phủ, Karmal (Parchami) là Phó Thủ tướng cấp cao, và Hafizullah Amin (Khalqi) là Bộ trưởng Ngoại giao. Tuy nhiên sự thống nhất giữa Khalq và Parcham chỉ kéo dài trong một thời gian ngắn. Taraki và Amin vào đầu tháng 7 đã thuyên giảm hầu hết các nhân vật Parcham ra khỏi các vị trí chính phủ của họ. Karmal được gửi ra nước ngoài làm Đại sứ Tiệp Khắc. Vào tháng 8 năm 1978, Taraki và Amin phát hiện ra một "âm mưu" và lệnh xử tử hoặc tống giam một số thành viên nội các, trong đó có nhà lãnh đạo quân sự của cuộc cách mạng Saur là Tướng Abdul Qadir Dagarwal. Tháng 9 năm 1979, đến lượt Taraki trở thành một nạn nhân của cuộc cách mạng. Amin đã lật đổ và ra lệnh xử tử ông ngay sau đó.
Sau khi nắm quyền, PDPA liền cho thực hiện một chương trình xã hội chủ nghĩa. Vì ủng hộ quyền bình đẳng cho phụ nữ nên PDPA đã tuyên bố bình đẳng giới. Điều này khiến phe bảo thủ nổi giận vì họ coi đây là một bước tấn công vào đạo Hồi. Chính phủ cộng sản liền thay đổi quốc kỳ từ màu xanh Hồi giáo truyền thống sang một bản sao gần giống quốc kỳ màu đỏ của Liên Xô, một sự sỉ nhục khiêu khích đối với người dân của đất nước Hồi giáo bảo thủ này. Ngoài ra, họ cũng cấm cho vay nặng lãi mà không tính đến nguồn tín dụng thay thế dành cho người nông dân vốn dựa vào hệ thống tín dụng truyền thống tại nông thôn, dẫn đến một cuộc khủng hoảng nông nghiệp và sụt giảm trong sản xuất nông nghiệp. PDPA còn thực hiện một số báo cáo về nữ quyền, tuyên bố bình đẳng giới và khuyến khích phụ nữ tham gia vào đời sống chính trị. Một ví dụ nổi bật là Anahita Ratebzad, một nhà lãnh đạo theo chủ nghĩa Mác chính thống và là thành viên của Hội đồng Cách mạng. Ratebzad đã viết trong lần biên tập tờ báo nổi tiếng Thời Báo Kabul Mới ngày 28 tháng 5 năm 1978 rằng: "Đặc quyền mà phụ nữ hiện giờ phải có là nền giáo dục bình đẳng, bảo đảm việc làm, dịch vụ y tế và thời gian rãnh rỗi để nuôi dạy một thế hệ khỏe mạnh nhằm xây dựng tương lai của đất nước... Giáo dục và khai sáng phụ nữ hiện nay là chủ đề của sự chú ý từ chính phủ gần đây."
Việc chính phủ quá phụ thuộc và gắn bó với Liên Xô là điều mà thế giới sớm nhận thấy rõ ràng. Đại sứ quán Mỹ ở Kabul đã điện cho Washington công bố "những gì mà người Anh lần đầu và sau đó là người Mỹ, đã cố gắng ngăn chặn điều một trăm năm đã xảy ra: Con Gấu Nga đã di chuyển về phía nam của dãy Hindu Kush."